# Championnat de Belgique de football de troisième division 1938-1939
Navigation
saison précédente saison suivante
Cette page présente la treizième édition du championnat de Promotion (D3) belge.
Ce championnat offre quelques jolis suspenses pour l'attribution du titre dans les différentes séries. Dans la série A, en privant de justesse le Club Liégeois du sacre, Fléron gagne le droit de remonter au 2e niveau national, onze ans après l'avoir quitté.
Dans la poule B, quatre équipes restent au coude-à-coude jusqu'au terme de la compétition. Trois clubs finissent avec le même nombre de points et ce sont les néopromus du CS Hallois qui décrochent la timbale pour avoir concédé une défaite de moins que leurs deux concurrents.
Le Racing Tournai et Herentals coiffent les lauriers dans les séries C et D, mais dans chaque cas c'est de justesse.
Quatre montants sont relégués. La Province d'Anvers est la plus touchée puisqu'elle perd trois représentants.

## Participants 1938-1939
Cinquante-six clubs prennent part à cette édition, soit le même nombre que lors de la saison précédente. Les équipes sont réparties en quatre séries de 14 formations.

### Localisations Série A
| \| Liège · R. FC Liégeois · R. FC Bressoux · Racing FC Montegnée · + · R. Fléron FC · RC Vottem · Milmort FC SC Louvain Waremme Liège Verviers SRU Verviers Malmundaria Jeunesse d'Eupen J. Arlonaise FC JS Athusienne \| Localisation des clubs engagés en Promotion A 1938-1939 |
| Liège · R. FC Liégeois · R. FC Bressoux · Racing FC Montegnée · + · R. Fléron FC · RC Vottem · Milmort FC SC Louvain Waremme Liège Verviers SRU Verviers Malmundaria Jeunesse d'Eupen J. Arlonaise FC JS Athusienne                                                               |

### Participants Série A
| #  | Nom                                        | Mat. | Ville     | Stades          | En D3 depuis    | Total en D3 | Province   |
| -- | ------------------------------------------ | ---- | --------- | --------------- | --------------- | ----------- | ---------- |
| 1  | Racing Football Club Montegnée             | 77   | Montegnée | ??              | 1938-1939 (1re) | 5 saisons   | Liège      |
| 2  | Royal Football Club Liègeois               | 4    | Liège     | stade Vélodrome | 1935-1936 (4e)  | 4 saisons   | Liège      |
| 3  | Royal Club Sportif Verviétois              | 8    | Verviers  | Panorama        | 1936-1937 (3e)  | 4 saisons   | Liège      |
| 4  | Royal Football Club Bressoux               | 23   | Bressoux  | ??              | 1932-1933 (7e)  | 12 saisons  | Liège      |
| 5  | Royal Fléron Football Club                 | 33   | Fléron    | ??              | 1935-1936 (4e)  | 10 saisons  | Liège      |
| 6  | Jeunesse Arlonaise                         | 143  | Arlon     | ??              | 1934-1935 (5e)  | 11 saisons  | Luxembourg |
| 7  | Royal Football Club Malmundaria 1904       | 188  | Malmedy   | ??              | 1933-1934 (6e)  | 9 saisons   | Liège      |
| 8  | Stade Waremmien Football Club              | 190  | Waremme   | ??              | 1937-1938 (2e)  | 7 saisons   | Liège      |
| 9  | Milmort Football Club                      | 208  | Milmort   | ??              | 1936-1937 (3e)  | 6 saisons   | Liège      |
| 10 | Sporting Club Louvain                      | 223  | Louvain   | ??              | 1934-1935 (5e)  | 6 saisons   | Brabant    |
| 11 | Racing Club Vottem                         | 279  | Vottem    | ??              | 1937-1938 (2e)  | 8 saisons   | Liège      |
| 12 | Skill Racing Union Verviers                | 34   | Verviers  | de Bielmont     | 1938-1939 (1re) | 4 saisons   | Liège      |
| 13 | La Jeunesse d'Eupen                        | 108  | Eupen     | ??              | 1938-1939 (1re) | 11 saisons  | Liège      |
| 14 | Football Club Jeunesse Sportive Athusienne | 254  | Athus     | ??              | 1938-1939 (1re) | 4 saisons   | Luxembourg |

### Série B
| #  | Nom                                       | Mat. | Ville              | Stades                   | En D3 depuis    | Total en D3 | Province      |
| -- | ----------------------------------------- | ---- | ------------------ | ------------------------ | --------------- | ----------- | ------------- |
| 1  | Royal Racing Club de Gand                 | 11   | Gand               | Emmanuel Hielstadion     | 1938-1939 (1re) | 1 saison    | Fl. orientale |
| 2  | Willebroekse Sportvereniging              | 85   | Willebroek         | Henry Pickery            | 1936-1937 (3e)  | 3 saisons   | Anvers        |
| 3  | Royale Union Sportive Halloise            | 87   | Hal                | ??                       | 1937-1938 (2e)  | 2 saisons   | Brabant       |
| 4  | Royale Association Athlétique Louviéroise | 93   | La Louvière        | stade du Tivoli          | 1937-1938 (2e)  | 2 saisons   | Hainaut       |
| 5  | Société Royale Namur Sports               | 156  | Namur              | stade des Champs-Elysées | 1931-1932 (8e)  | 9 saisons   | Namur         |
| 6  | Union Sportive Auvelais                   | 238  | Auvelais           | ??                       | 1936-1937 (3e)  | 6 saisons   | Namur         |
| 7  | Club des Sports de Marchienne-Monceau     | 278  | Marchienne-au-Pont | ??                       | 1931-1932 (8e)  | 8 saisons   | Hainaut       |
| 8  | Sportkring Hoboken                        | 285  | Hoboken            | ??                       | 1937-1938 (2e)  | 7 saisons   | Anvers        |
| 9  | Cercle Sportif Andennais                  | 307  | Andenne            | stade J. Pappa           | 1937-1938 (2e)  | 7 saisons   | Namur         |
| 10 | Hemiksem Athletic Club                    | 360  | Hemiksem           | ??                       | 1930-1931 (9e)  | 9 saisons   | Anvers        |
| 11 | Nielsche Sportkring                       | 415  | Niel               | ??                       | 1933-1934 (6e)  | 7 saisons   | Anvers        |
| 12 | Royal Gosselies Sports                    | 278  | Gosselies          | ??                       | 1938-1939 (1re) | 1 saison    | Hainaut       |
| 13 | Royale Cercle Sportif Hallois             | 120  | Hal                | ??                       | 1938-1939 (1re) | 3 saisons   | Brabant       |
| 14 | Wallonia Association Namur                | 173  | Namur              | ??                       | 1938-1939 (1re) | 6 saisons   | Namur         |

### Localisations Série B
| \| Anvers · SK Hoboken · Hemiskem AC · Nielsche AC RC Gand Anvers U. Halloise CS Hallois Willebroek Gosselies CdS March-Monceau US Auvelais Namur Sp. W.A. Namur CS Andennais La Louvière \| Localisation des clubs engagés en Promotion B 1938-1939 |
| Anvers · SK Hoboken · Hemiskem AC · Nielsche AC RC Gand Anvers U. Halloise CS Hallois Willebroek Gosselies CdS March-Monceau US Auvelais Namur Sp. W.A. Namur CS Andennais La Louvière                                                               |

### Série C
| #  | Nom                                       | Mat. | Ville           | Stades           | En D3 depuis    | Total en D3 | Province        |
| -- | ----------------------------------------- | ---- | --------------- | ---------------- | --------------- | ----------- | --------------- |
| 1  | Koninklijke Vanneste Genootschap Oostende | 31   | Ostende         | ??               | 1938-1939 (1re) | 8 saisons   | Fl. occidentale |
| 2  | Royal Courtrai Sports                     | 19   | Courtrai        | ??               | 1931-1932 (8e)  | 11 saisons  | Fl. occidentale |
| 3  | Royale Union Sportive Tournaisienne       | 26   | Tournai         | stade G. Horlait | 1936-1937 (3e)  | 11 saisons  | Hainaut         |
| 4  | Royal Racing Club Tournaisien             | 36   | Tournai         | Drève de Maire   | 1926-1927 (13e) | 13 saisons  | Hainaut         |
| 5  | Royal Albert Elisabeth Club Mons          | 44   | Mons            | rue du Tir       | 1926-1927 (13e) | 13 saisons  | Hainaut         |
| 6  | Royal Sporting Club Méninois              | 56   | Menin           | ??               | 1935-1936 (4e)  | 7 saisons   | Fl. occidentale |
| 7  | Royal Knokke Football Club                | 101  | Knokke          | ??               | 1937-1938 (2e)  | 8 saisons   | Fl. occidentale |
| 8  | Daring Club Blankenberghe                 | 146  | Blankenberge    | ??               | 1934-1935 (5e)  | 6 saisons   | Fl. occidentale |
| 9  | Sint-Niklaassche Sportkring               | 221  | St-Nicolas/Waas | ??               | 1932-1933 (7e)  | 12 saisons  | Fl. orientale   |
| 10 | Excelsior Athletic Club Sint-Niklaas      | 239  | St-Nicolas/Waas | ??               | 1936-1937 (3e)  | 3 saisons   | Fl. orientale   |
| 11 | Sporting Club Union & Progrès Jette       | 474  | Jette           | ??               | 1935-1936 (4e)  | 7 saisons   | Brabant         |
| 12 | Royale Union Sportive Laeken              | 281  | Laeken          | ??               | 1938-1939 (1re) | 1 saison    | Brabant         |
| 13 | Racing Club Lokeren                       | 282  | Lokeren         | ??               | 1938-1939 (1re) | 1 saison    | Fl. orientale   |
| 14 | Stade Mouscronnois                        | 508  | Mouscron        | ??               | 1938-1939 (1re) | 1 saison    | Fl. occidentale |

### Localisations Série C
| \| SCUP US Laeken Knokke FC Daring Cl. Blankenberghe VG Oostende R. Courtrai Sp. R SC Méninois US Tournai RC Tournai Mons Mouscron St-Niklaassche SK Excelsior AC RC Lokeren \| Localisation des clubs engagés en Promotion C 1938-1939 |
| SCUP US Laeken Knokke FC Daring Cl. Blankenberghe VG Oostende R. Courtrai Sp. R SC Méninois US Tournai RC Tournai Mons Mouscron St-Niklaassche SK Excelsior AC RC Lokeren                                                               |

### Série D
| #  | Nom                                      | Mat. | Ville       | Stades      | En D3 depuis    | Total en D3 | Province |
| -- | ---------------------------------------- | ---- | ----------- | ----------- | --------------- | ----------- | -------- |
| 1  | Football Club Duffel                     | 284  | Duffel      | ??          | 1938-1939 (1re) | 4 saisons   | Anvers   |
| 2  | Patria Football Club Tongres             | 71   | Tongres     | ??          | 1936-1937 (3e)  | 7 saisons   | Limbourg |
| 3  | Cercle Sportif Tongrois                  | 73   | Tongres     | ??          | 1935-1936 (4e)  | 9 saisons   | Limbourg |
| 4  | Herentalsche Sportkring                  | 97   | Herentals   | ??          | 1931-1932 (8e)  | 8 saisons   | Anvers   |
| 5  | Bouchoutse Voetebalvereniging            | 121  | Bouchout    | ??          | 1936-1937 (3e)  | 3 saisons   | Anvers   |
| 6  | Turnhoutsche Sportkring Hand-in-Hand     | 210  | Turnhout    | ??          | 1935-1936 (4e)  | 7 saisons   | Anvers   |
| 7  | Sint-Truidense Voetbalvereniging         | 373  | Saint-Trond | ??          | 1937-1938 (2e)  | 8 saisons   | Limbourg |
| 8  | Netha Football Club Herentals            | 408  | Herentals   | ??          | 1935-1936 (4e)  | 4 saisons   | Anvers   |
| 9  | Beeringen Football Club                  | 522  | Beringen    | Mijnstadion | 1936-1937 (3e)  | 3 saisons   | Limbourg |
| 10 | Genk Voetbalvereniging                   | 735  | Genk        | ??          | 1934-1935 (5e)  | 5 saisons   | Limbourg |
| 11 | Football Club Nijlen                     | 1065 | Nijlen      | ??          | 1937-1938 (2e)  | 2 saisons   | Anvers   |
| 12 | Voetbalvereniging Edegem Sport           | 377  | Edegem      | ??          | 1938-1939 (1re) | 1 saison    | Anvers   |
| 13 | Voetbalvereniging Ons Genoegen Vorselaar | 402  | Vorselaar   | ??          | 1938-1939 (1re) | 1 saison    | Anvers   |
| 14 | Voetbalvereniging Looi Sport Tessenderlo | 565  | Tessenderlo | ??          | 1938-1939 (1re) | 1 saison    | Limbourg |

### Localisations Série D
| \| Edegem Sp. Turnouhtsche SK Duffel Vorselaar Herentalsche SK Netha FC Bouchout Nijlen CS Tongrois Patria FC Beringen Looi Sp. St-Truidense Genk VV \| Localisation des clubs engagés en Promotion D 1938-1939 |
| Edegem Sp. Turnouhtsche SK Duffel Vorselaar Herentalsche SK Netha FC Bouchout Nijlen CS Tongrois Patria FC Beringen Looi Sp. St-Truidense Genk VV                                                               |

## Classements
- Le nom des clubs est celui employé à l'époque

Légende
- Champion & Promu en Division 1 (D2)
- clubs relégué vers les séries inférieures

Abréviations
 relégué depuis la Division 1 (D2)
 : Promu depuis les séries inférieures
- Départages: Si nécessaire, les départages des égalités de points se font d'abord en donnant priorité « au plus petit nombre de défaites ».

### Promotion A
| Rang | Équipe                 | Pts | J  | G  | N  | P  | Bp | Bc  | Diff |
| ---- | ---------------------- | --- | -- | -- | -- | -- | -- | --- | ---- |
| 1    | R. FLERON FC           | 42  | 26 | 20 | 2  | 4  | 65 | 26  | +39  |
| 2    | R. FC Liégeois         | 40  | 26 | 19 | 2  | 5  | 68 | 38  | +30  |
| 3    | SC Louvain             | 32  | 26 | 14 | 4  | 8  | 68 | 43  | +25  |
| 4    | R. FC Bressoux         | 31  | 26 | 15 | 10 | 1  | 91 | 61  | +30  |
| 5    | R. CS Verviétois       | 29  | 26 | 12 | 5  | 9  | 68 | 57  | +11  |
| 6    | Jeunesse Arlonaise     | 29  | 26 | 12 | 5  | 9  | 53 | 58  | -5   |
| 7    | R. FC Malmundaria 1904 | 28  | 26 | 11 | 6  | 9  | 71 | 58  | +13  |
| 8    | Racing FC Montegnée    | 28  | 26 | 12 | 4  | 10 | 68 | 52  | +16  |
| 9    | SRU Verviers           | 28  | 26 | 12 | 4  | 10 | 60 | 52  | +8   |
| 10   | Milmort FC             | 26  | 26 | 12 | 2  | 14 | 61 | 70  | -9   |
| 11   | Stade Waremmien FC     | 20  | 26 | 9  | 2  | 15 | 47 | 53  | -6   |
| 12   | La Jeunesse d'Eupen    | 19  | 26 | 7  | 5  | 14 | 48 | 56  | -8   |
| 13   | RC Vottem              | 13  | 26 | 6  | 1  | 19 | 34 | 91  | -57  |
| 14   | FC JS Athusienne       | 3   | 26 | 1  | 1  | 24 | 28 | 115 | -87  |

### Promotion B
| Rang | Équipe                        | Pts | J  | G  | N | P  | Bp | Bc | Diff |
| ---- | ----------------------------- | --- | -- | -- | - | -- | -- | -- | ---- |
| 1    | R. CS HALLOIS                 | 33  | 26 | 13 | 7 | 6  | 64 | 49 | +15  |
| 2    | R. RC de Gand                 | 33  | 26 | 14 | 5 | 7  | 83 | 44 | +39  |
| 3    | AC Hemiksem                   | 33  | 26 | 14 | 5 | 7  | 63 | 48 | +15  |
| 4    | Willebroekse SV               | 31  | 26 | 14 | 3 | 9  | 74 | 44 | +30  |
| 5    | CS Marchienne                 | 30  | 26 | 12 | 6 | 8  | 76 | 54 | +22  |
| 6    | R. AA Louviéroise             | 29  | 26 | 11 | 7 | 8  | 48 | 42 | +6   |
| 7    | CS Andennais                  | 27  | 26 | 11 | 5 | 10 | 59 | 55 | +4   |
| 8    | R. Gosselies Sports           | 27  | 26 | 11 | 5 | 10 | 62 | 63 | -1   |
| 9    | R. Union Halloise             | 26  | 26 | 9  | 8 | 9  | 50 | 50 | 0    |
| 10   | SK Hoboken                    | 25  | 26 | 10 | 5 | 11 | 59 | 65 | -6   |
| 11   | SR Namur Sports               | 24  | 26 | 10 | 4 | 12 | 52 | 61 | -9   |
| 12   | Nielsche SK                   | 23  | 26 | 9  | 5 | 12 | 40 | 45 | -5   |
| 13   | R. Wallonia Association Namur | 13  | 26 | 5  | 3 | 18 | 30 | 91 | -61  |
| 14   | US Auvelais                   | 10  | 26 | 3  | 4 | 19 | 47 | 96 | -49  |

### Promotion C
| Rang | Équipe                   | Pts | J  | G  | N | P  | Bp | Bc | Diff |
| ---- | ------------------------ | --- | -- | -- | - | -- | -- | -- | ---- |
| 1    | R. RC TOURNAISIEN        | 40  | 26 | 16 | 8 | 2  | 79 | 39 | +40  |
| 2    | R. AEC Mons              | 37  | 26 | 18 | 1 | 7  | 66 | 34 | +32  |
| 3    | R. SC Meninois           | 36  | 26 | 15 | 6 | 5  | 57 | 34 | +23  |
| 4    | R. US Tournaisienne      | 35  | 26 | 16 | 3 | 7  | 64 | 38 | +26  |
| 5    | St-Niklaasche SK         | 33  | 26 | 15 | 3 | 8  | 50 | 33 | +17  |
| 6    | R. Courtrai Sport        | 27  | 26 | 11 | 5 | 10 | 49 | 33 | +16  |
| 7    | R. US Laeken             | 25  | 26 | 11 | 3 | 12 | 46 | 57 | -11  |
| 8    | RC Lokeren               | 24  | 26 | 11 | 2 | 13 | 41 | 48 | -7   |
| 9    | R. Knokke FC             | 22  | 26 | 9  | 4 | 13 | 47 | 60 | -13  |
| 10   | K. VG Oostende           | 22  | 26 | 10 | 2 | 14 | 38 | 60 | -22  |
| 11   | Stade Mouscronnois       | 21  | 26 | 9  | 3 | 14 | 44 | 58 | -14  |
| 12   | SCUP Jette               | 20  | 26 | 7  | 6 | 13 | 38 | 56 | -18  |
| 13   | Excelsior AC St-Niklaas  | 13  | 26 | 4  | 5 | 17 | 34 | 60 | -26  |
| 14   | Daring Club Blankenberge | 9   | 26 | 4  | 1 | 21 | 27 | 70 | -43  |

### Promotion D
| Rang | Équipe                    | Pts | J  | G  | N | P  | Bp  | Bc  | Diff |
| ---- | ------------------------- | --- | -- | -- | - | -- | --- | --- | ---- |
| 1    | HERENTALSCHE SK           | 42  | 26 | 20 | 2 | 4  | 104 | 35  | +69  |
| 2    | R. CS Tongrois            | 40  | 26 | 19 | 2 | 5  | 87  | 39  | +48  |
| 3    | VV Edegem Sport           | 33  | 26 | 16 | 1 | 9  | 63  | 56  | +7   |
| 4    | Beeringen FC              | 30  | 26 | 14 | 2 | 10 | 54  | 45  | +9   |
| 5    | FC Netha Herentals        | 26  | 26 | 10 | 6 | 10 | 60  | 45  | +15  |
| 6    | St-Truidensche VV         | 25  | 26 | 10 | 5 | 11 | 93  | 68  | +25  |
| 7    | FC Nijlen                 | 25  | 26 | 12 | 1 | 13 | 63  | 57  | +6   |
| 8    | Patria FC Tongres         | 24  | 26 | 9  | 6 | 11 | 59  | 63  | -4   |
| 9    | VV Looi Sport Tessenderlo | 24  | 26 | 10 | 4 | 12 | 56  | 70  | -14  |
| 10   | Bouchoutsche VV           | 24  | 26 | 11 | 2 | 13 | 73  | 72  | +1   |
| 11   | VV OG Vorselaar           | 23  | 26 | 10 | 3 | 13 | 58  | 70  | -12  |
| 12   | FC Duffel                 | 23  | 26 | 11 | 1 | 14 | 56  | 80  | -24  |
| 13   | Turnhoutse SK HIH         | 22  | 26 | 8  | 6 | 12 | 48  | 61  | -13  |
| 14   | Genk VV                   | 3   | 26 | 1  | 1 | 24 | 28  | 144 | -116 |

NOTE: Une autre source que l'URBSFA propose un classement totalement différent pour cette série. Ainsi, on y lit que Turnhoutse Hand-In-Hand aurait terminé 7e et que Looi Sport aurait été relégué. Ce club sera encore présent en "nationales" lors de la reprise du championnat... vingt-sept mois et demi plus tard. En raison de circonstances particulières (début de la Seconde Guerre mondiale), il est difficile de poser un jugement définitif. Toutefois, le classement final proposé ci-dessus est très fiable.

## Résumé de la saison
- Champion A: R. Fléron FC (2e titre en D3)
- Champion B: R. CS Hallois (1er titre en D3)
- Champion C: R. RC Tournaisien (1er titre en D3)
- Champion D: Herentalsche SK (1er titre en D3)

- Dixième titre de "D3" pour la Province de Brabant.
- Huitième titre de "D3" pour la Province de Brabant.
- Cinquième titre de "D3" pour la Province de Hainaut.
- Huitième titre de "D3" pour la Province de Liège.

| Région flamande (28) | Région flamande (28) | Province de Brabant (5)           | Province de Brabant (5) | Région wallonne (23)   | Région wallonne (23) |
| --- | -------------------- | --------------------------------- | ----------------------- | ---------------------- | -------------------- |
| Province d'Anvers | 12                   | Province de Brabant               | 5                       | Province de Hainaut    | 6                    |
| Province de Flandre-Occidentale | 6                    | dont Région de Bruxelles-Capitale | 2                       | Province de Liège      | 11                   |
| Province de Flandre-Orientale | 4                    | dont Province du Brabant flamand  | 3                       | Province de Luxembourg | 2                    |
| Province de Limbourg | 6                    | dont Province du Brabant wallon   | 0                       | Province de Namur      | 4                    |
| Rappel: En Belgique, le principe d'une frontière linguistique est créé par la Loi du 21 juillet 1921, mais elle n'est définitivement fixée que par les Lois du 8 novembre 1962. Cette « frontière » voit ses effets principaux se marquer à partir de 1963 avec, par exemple, les passages de Mouscron en Hainaut ou de Fourons au Limbourg. La Belgique ne devient un État fédéralisé qu'à partir de 1970 lorsqu'est appliquée la première réforme constitutionnelle. À ce moment, l'ajout de l'« Article 59bis » crée les « Communautés » alors que le plus délicat, car longtemps et âprement débattu, « Article 107quater » établit les « Régions ». La Région de Bruxelles-Capitale ne voit le jour qu'en 1989. La scission de la Province de Brabant en deux (flamand et wallon) n'intervient officiellement qu'au 1er janvier 1995. |                      |                                   |                         |                        |                      |

## Débuts en séries nationales (et donc en Division 3)
Sept clubs font leurs débuts en séries nationales.
- VV Edegem Sport, VV OG Vorselaar (35e et 36e clubs de la Province d'Anvers) - 25e Anversois en D3 ;
- R. US Laeken (31e club de la Province de Brabant) - 21e Brabançons en D3 ;
- RC Lokeren (16e club de la Province de Flandre orientale) - 13e Flandrien oriental en D3 ;
- R. Gosselies Sports, Stade Mouscronnois (18e et 19e clubs de la Province de Hainaut) - 18e Hennuyers en D3 ;
  - C'est par facilité que nous considérons le Stade Mouscronnois comme "club hennuyer". Mais il nous faut rappeler que la localité de Mouscron ne fut rattachée à la Province de Hainaut qu'en 1963. Lors de sa montée en "nationale" en 1938, le S. Mouscronois était un club de Flandre occidentale - À l'époque il fut le 16e Flandrien occidental à apparaître en séries nationales. Statistiquement, la Province de Flandre occidentale va récupérer plus tard le club qu'elle perdit en 1963 (quand Mouscron devint Hennuyer). En effet, en 2001, le club de Zultse VV (Flandre orientale) déménage de quelques kilomètres vers Waregem (Flandre occidentale) et prend le nom de SV Zulte-Waregem !
- VV Looi Sport Tessenderlo (12e club de la Province de Limbourg) - 11e Limbourgeois en D3 ;

## Débuts en Division 3
Le club suivant a déjà joué en séries nationales précédemment:
- R. RC de Gand (relégué) 13e Flandrien oriental en D3 (ex aequo avec RC Lokeren, voir ci-dessus) ;

## Montée vers le.../ Relégation du2eniveau
Les quatre champions, à savoir le R. Fléron FC, le R. CS Hallois, le Herentalsche SK et le R. RC Tournaisien, sont promus en Division 1 (D2), où ils remplacent les relégués que sont le Cappellen FC, le R. CS Schaerbeekois, Wezel Sport FC et le FC Wilrijk.

## Relégations vers le niveau inférieur
Les trois derniers classés de chaque série sont relégués en séries régionales. Les douze relégués, triés par Province, furent:
| Clubs                                      |   | Provinces                       |
| ------------------------------------------ | - | ------------------------------- |
| Nielsche SK, FC Duffel, Turnhoutse SK HIH  | ⇒ | Province d'Anvers               |
| SCUP Jette                                 | ⇒ | Province de Brabant             |
| Daring Club Blankenberge                   | ⇒ | Province de Flandre-Occidentale |
| Excelsior AC St-Niklaas                    | ⇒ | Province de Flandre-Orientale   |
|                                            | ⇒ | Province de Hainaut             |
| La Jeunesse d'Eupen, RC Vottem             | ⇒ | Province de Liège               |
| Genk VV                                    | ⇒ | Province de Limbourg            |
| FC JS Athusienne                           | ⇒ | Province de Luxembourg          |
| R. Wallonia Association Namur, US Auvelais | ⇒ | Province de Namur               |

## Montée depuis le niveau inférieur / Compétitions suspendues
Il est certain qu'en fin de saison, douze clubs ont gagné le droit d'être promus depuis les séries inférieures. Mais à cette époque, l'Europe vit dans l'inquiétude, en raison de la situation diplomatique et politique internationale. Le 1er septembre 1939, l'Allemagne nazie déclenche les hostilités avec l'Invasion de la Pologne et précipite le monde dans le chaos. C'est le début de la Seconde Guerre mondiale.
Lorsque les compétitions nationales reprennent leur cours en 1941, seuls huit nouveaux promus apparaissent. Il est vraisemblable que les quatre autres clubs ne sont pas alignés, ou ne s'estiment pas en mesure de participer:
| Provinces                       | Montant                                                    |
| ------------------------------- | ---------------------------------------------------------- |
| Province d'Anvers               | FC Verbroedering Geel + un club promu qui ne s'aligne pas. |
| Province de Brabant             | Stade Nivellois, R. Ixelles SC                             |
| Province de Flandre-Occidentale | SK Roeselare                                               |
| Province de Flandre-Orientale   | K. FC Vigor Hamme                                          |
| Province de Hainaut             | Châtelineau Sport                                          |
| Province de Liège               | FC St-Nicolas Liège + un club promu qui ne s'aligne pas    |
| Province de Limbourg            | FC Winterslag                                              |
| Province de Luxembourg          | un club promu qui ne s'aligne pas                          |
| Province de Namur               | un club promu qui ne s'aligne pas                          |

Le Championnat de Belgique 1939-1940 débute très en retard  puis et est finalement interrompu après quelques semaines. En 1941, la Fédération belge organise des "Championnats d'urgence" (Nood Kompetities) qui se disputent régionalement. Ce n'est qu'à partir de la saison 1941-1942 que la structure pyramidale reprend ses droits pour ce qui est alors la 40e saison de l'Histoire.